# García (Meksyk)
García – miasto w Meksyku, w stanie Nuevo León. W 2005 liczyło 36 912 mieszkańców.

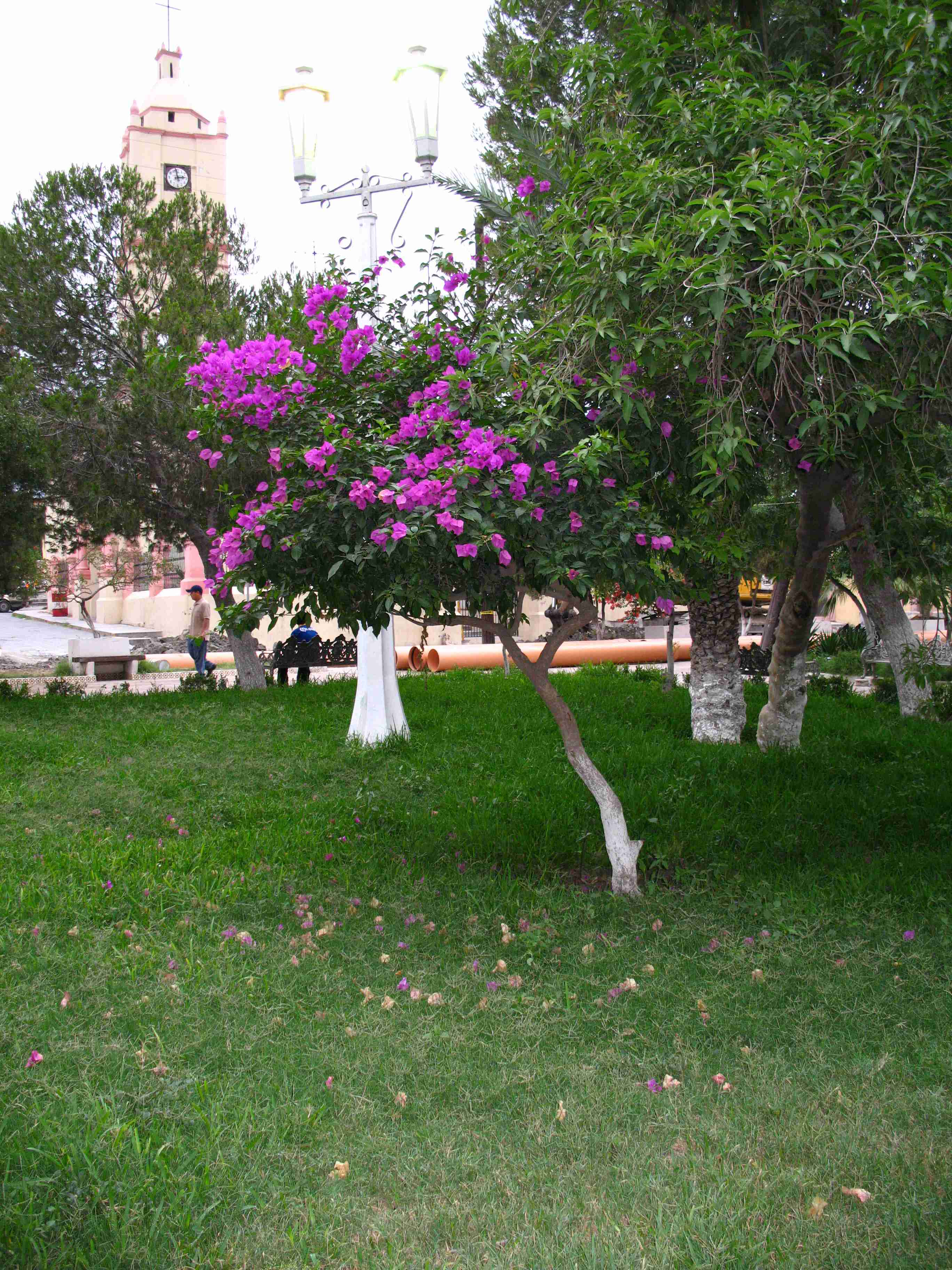
García